# Condado de Olkusz
Condado de Olkusz (polaco: powiat olkuski) é um powiat (condado) da Polónia, na voivodia da Pequena Polónia. A sede do condado é a cidade de Olkusz. Estende-se por uma área de 622,19 km², com 114 426 habitantes, segundo o censo de 2005, com uma densidade de 183,91 hab/km².

## Divisões admistrativas
O condado possui:
Comunas urbanas: Bukowno
Comunas urbana-rurais: Olkusz, Wolbrom
Comunas rurais: Bolesław, Klucze, Trzyciąż
Cidades: Bukowno, Olkusz, Wolbrom
Condados vizinhos: chrzanowskim, krakowskim e miechowskim

## Demografia
População (dados de 30 de Junho de 2005):
|          | Total   | Total | Mulheres | Mulheres | Homens  | Homens |
| -------- | ------- | ----- | -------- | -------- | ------- | ------ |
|          | pessoas | %     | pessoas  | %        | pessoas | %      |
| Total    | 114 426 | 100   | 58 547   | 51,2     | 55 879  | 48,8   |
| Cidades  | 57 402  | 100   | 29 648   | 51,6     | 27 754  | 48,4   |
| Povoados | 57 024  | 100   | 28 899   | 50,7     | 28 125  | 49,3   |